# Klaus Konrad (Politiker, 1914)
Klaus Konrad (* 22. Dezember 1914 in Charlottenburg; † 15. August 2006 in Scharbeutz bei Lübeck) war ein deutscher Politiker (SPD).

## Leben und Beruf
Nach dem Abitur an einer Oberrealschule absolvierte Konrad ein Studium der Rechts- und Staatswissenschaften an der Friedrich-Wilhelms-Universität zu Berlin, das er im Jahr 1937 mit dem ersten juristischen Staatsexamen beendete. Nach Ableistung des Rechtsreferendariats legte er im Jahr 1941 auch das zweite Staatsexamen ab und trat 1942 als Regierungsassessor in die Verwaltung ein. Im Jahr 1943 wurde er Oberstabsintendant bei der Luftwaffe und wurde noch 1945 zum Oberleutnant befördert.
Im Jahr 1944 war er einer von drei Stabsoffizieren des 274. Infanterie-Regiments, welches für das Massaker in San Polo verantwortlich gemacht wird. Die deutschen Strafbehörden ermittelten in den Jahren 1969 bis 1972 gegen Konrad, stuften seine Mittäterschaft beim Massaker in San Polo aber als Totschlag ein, der inzwischen verjährt war. Die italienische Militärstaatsanwaltschaft ermittelte seit 2004 gegen Klaus Konrad wegen Mordes. Im Juni 2005 gab die deutsche Staatsanwaltschaft bekannt, dass auch dort die Ermittlungen wieder aufgenommen wurden. Mitte Januar 2006 begann das Verfahren gegen Konrad vor einem Militärgericht in La Spezia, an dem er wegen seines hohen Alters allerdings nicht teilnahm. Er hatte den Vorwurf, an den Erschießungen beteiligt gewesen zu sein, stets bestritten und lediglich eingeräumt, dass er bei Folterungen anwesend war, die er als „verschärftes Verhör“ bezeichnete.
Nach dem Zweiten Weltkrieg war Konrad ab 1947 zunächst als Hilfsarbeiter, später aber als Anwaltsassessor tätig. Im Jahr 1949 wurde er als Rechtsanwalt zugelassen und 1954 auch zum Notar in Eutin bestellt. Im Jahr 1956 wechselte er als Kreisverwaltungsrat zur Verwaltung des Kreises Eutin.
Klaus Konrad war verheiratet und hatte drei Kinder.

## Partei
Konrad trat im Jahr 1933 der SA und zum 1. Mai 1937 auch der NSDAP bei (Mitgliedsnummer 5.712.736). Danker und Lehmann-Himmel charakterisieren ihn in ihrer Studie über das Verhalten und die Einstellungen der Schleswig-Holsteinischen Landtagsabgeordneten und Regierungsmitglieder der Nachkriegszeit in der NS-Zeit als „politisch angepasst“.
Konrad trat im Jahr 1949 in die SPD ein und gehörte ab 1950 dem Vorstand des SPD-Kreisverbandes Eutin an. Von 1956 bis 1970 war er Vorsitzender des Kreisverbandes Eutin und ab 1975 des Kreisverbandes Ostholstein. Klaus Konrad wurde am 4. April 1981 zunächst Ehrenmitglied des Kreisvorstandes und am 12. Juni 1993 Ehrenkreisvorsitzender in Ostholstein. Von den Ehrenämtern trat Konrad 2004 zurück. Wegen des Vorwurfs der aktiven Beteiligung am Massaker von San Polo beschloss der Landesvorstand der SPD Schleswig-Holstein am 6. Februar 2006, die Parteimitgliedschaft Konrads ruhen zu lassen.

## Abgeordneter
Konrad gehörte in den Jahren 1951 bis 1959 der Stadtvertretung von Eutin und von 1951 bis 1956 auch dem Kreistag des Kreises Eutin an. Von 1962 bis 1969 war er Mitglied des Landtages von Schleswig-Holstein. Dort war er von 1962 bis 1967 Vorsitzender des Ausschusses für Volksgesundheit und von 1967 bis 1969 Vorsitzender des Ausschusses für Verfassung und Geschäftsordnung. Konrad zog stets über die Landesliste in den Landtag ein.
Von 1969 bis 1980 war er Mitglied des Deutschen Bundestages. Er zog 1969 und 1976 über die Landesliste Schleswig-Holstein und im Jahr 1972 als direkt gewählter Abgeordneter des Wahlkreises Segeberg – Eutin in den Bundestag ein.